# Jerzy Solarz

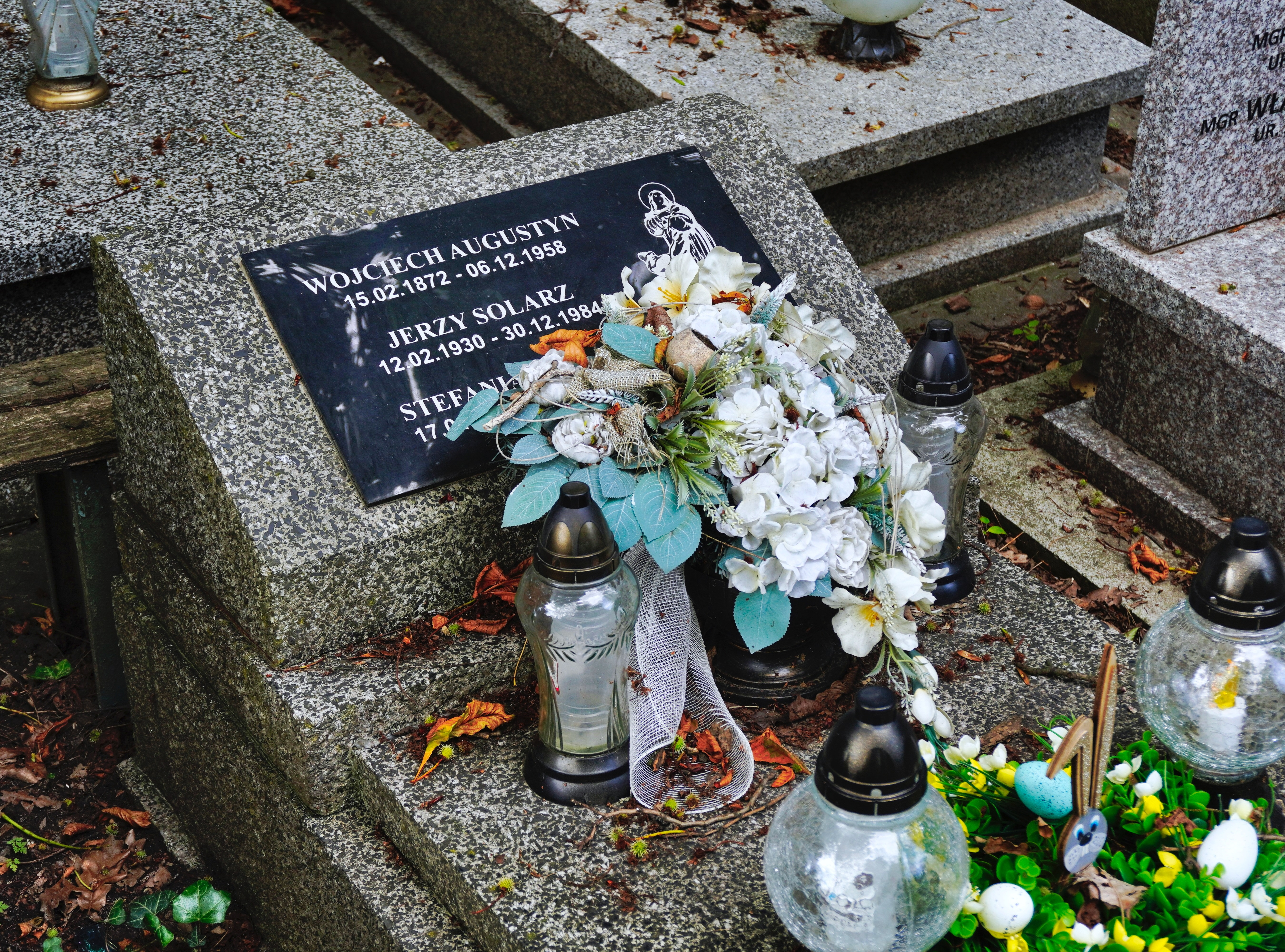
Grób Jerzego Solarza na cmentarzu Rakowickim w Krakowie

Jerzy Michał Solarz (ur. 12 lutego 1930 w Krakowie, zm. 30 grudnia 1984 tamże) – polski gimnastyk, olimpijczyk z Helsinek 1952.
Mistrz Polski w ćwiczeniach na koniu z łękami w 1956 r.
Na igrzyskach olimpijskich w 1952 r. zajął:
- 13. miejsce w wieloboju drużynowym
- 35. miejsce w ćwiczeniach wolnych
- 107. miejsce w ćwiczeniach na poręczach
- 114. miejsce w ćwiczeniach na koniu z łękami
- 148. miejsce w wieloboju indywidualnym
- 154. miejsce w ćwiczeniach na kółkach
- 162. miejsce w skoku przez konia
- 178. miejsce w ćwiczeniach na drążku

Został pochowany na cmentarzu Rakowickim w Krakowie.